# NGC 145
NGC 145, còn được gọi là Arp 19, là một thiên hà xoắn ốc có rào chắn nằm trong chòm sao Kình Ngư, đáng chú ý với ba nhánh xoắn ốc.